# Ixtlán del Río
Ixtlán del Río è un municipio dello stato messicano di Nayarit, il cui capoluogo è la omonima località.
Il territorio municipale è essenzialmente montuoso, conta 29 416 abitanti (2015) ed ha una estensione di 491,4 km².
Il toponimo Ixtlán deriva da un'espressione della lingua nahuatl che significa terra dove abbonda l'ossidiana.
È patria della beata Manuela de Jesús Arias Espinosa, fondatrice delle Missionarie Clarisse del Santissimo Sacramento.

### Zona archeologica di Ixtlán

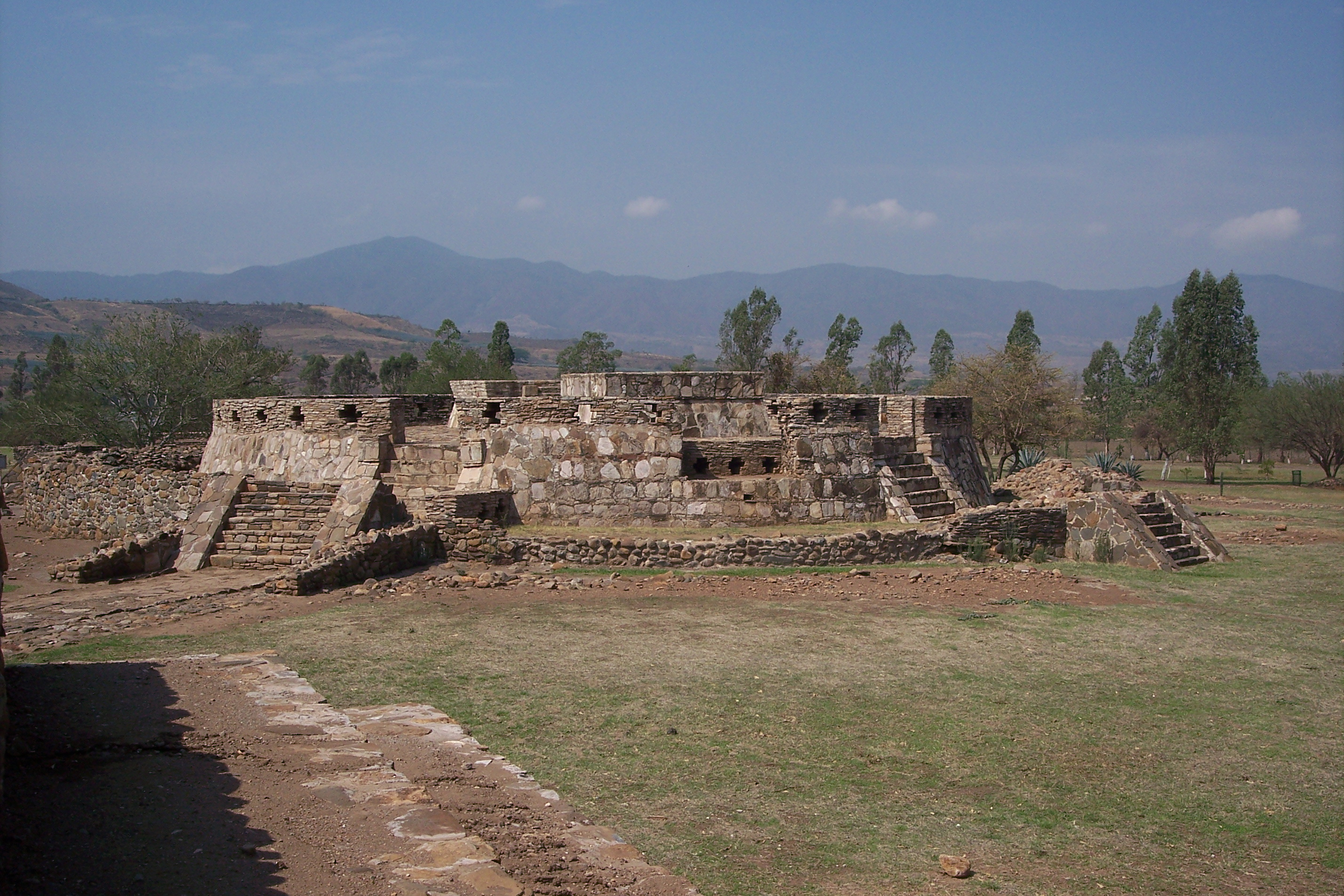
Piramide di Quetzalcoatl, Zona archeologica di Ixtlán